# Big Big World
"Big Big World" är en balladlåt inspelad av svenskan Emilia Rydberg. Den var första singel ut från albumet med samma namn, och släpptes i september 1998. Fastän låten blev mindre framgångsrik i USA, där den höll till på botten av Billboard Hot 100, blev den en stor topp 3-hit i flera av Europas länder. Inom loppet av två veckor sålde singeln platina (då 35 000 exemplar) i Sverige.

## Historik

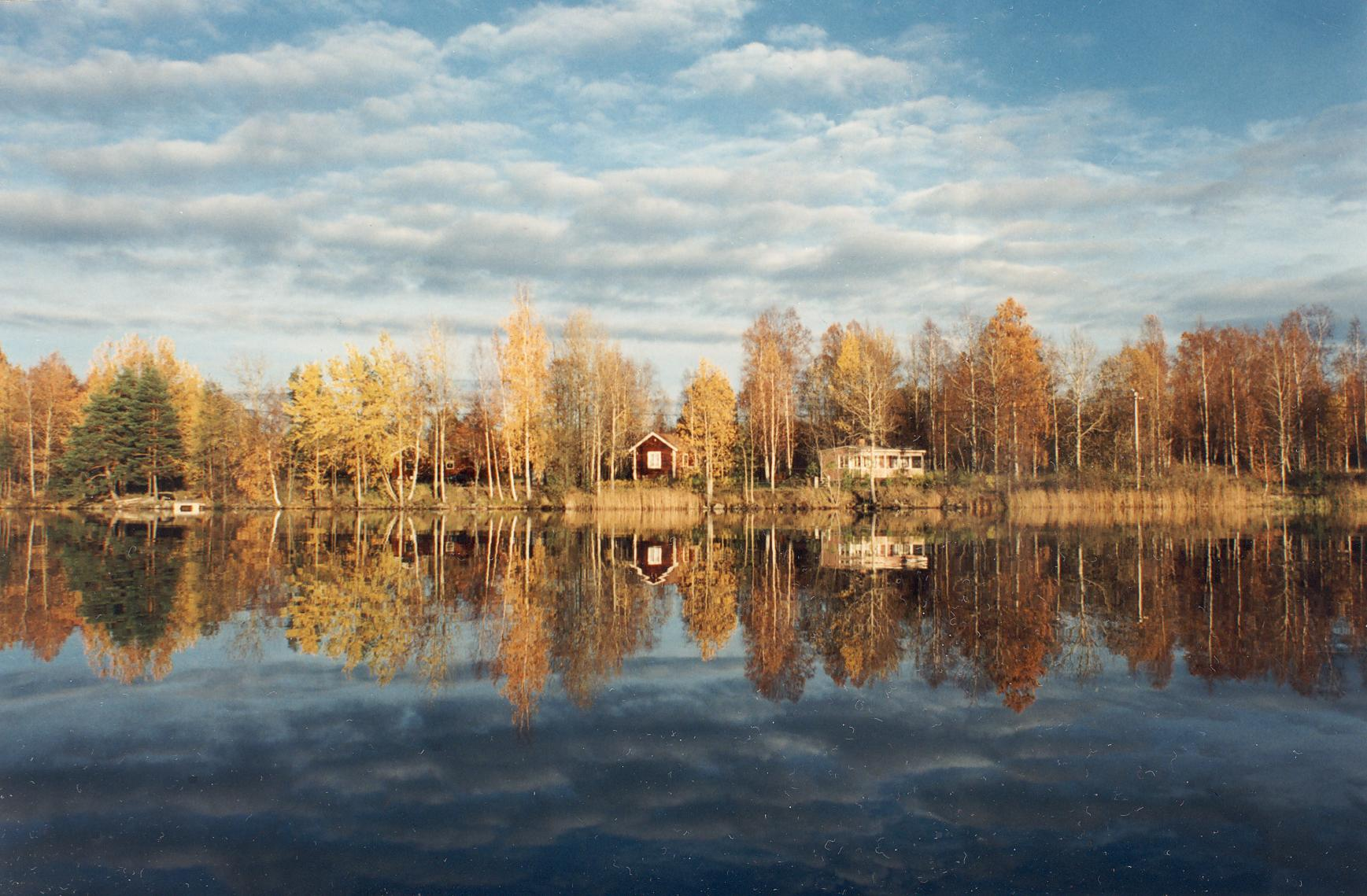
Sångtexten innehåller referenser till hösten.

Emilia Rydberg skrev sången tillsammans med Lasse Anderson 1997, och den handlar bland annat om kärlek, och refererar även till hösten. Emilia Rydberg menade också att den handlar om valen en flicka gör efter gymnasieskolan.
Singeln blev däremot en radiohit i USA, och var också populär i Storbritannien och nådde topplaceringen #5 på den brittiska singellistan i december 1998.
Låten låg också på Now That's What I Call Music! 5 (Asien).  I Hongkong användes "Big Big World" i TV-serien Detective Investigation Files IV.
Dessutom var sången, som blev populär i Kina, ledmotiv till den svensk-kinesiska filmen No Matter What från 2008.
Den fick en Grammis för "årets låt" 1998 , och vann Rockbjörnen för "året svenska låt" samma år.
Singeln "Big Big World" klättrade högst upp på den svenska Trackslistan, där den låg först i tre veckor från 3 oktober 1998, men sedan dalade. Totalt låg den åtta veckor där, med sista besöket den 21 november det året. innan den lämnat listan  Vecka 42 1998 spelades sången 801 gånger i svensk radio och det var den mest spelade sången i Sverige under slutet av 1998. Sången toppade spellistorna i sjutton olika länder och territorier, bland annat Hongkong, Taiwan, Thailand och Frankrike.
Låten blev framför allt populär bland tjejer. Pianoslingan och den inledande refrängen är välkända.
Den 22 februari 2002 behandlades låten i K Worlds Beatlab.
Den 20 september 2017 behandlades låten i SVT:s Hitlåtens historia.

### Musikvideo
En video till låten spelades in i New York, där Emilia Rydberg satt på kanten högst upp i ett 12 våningar högt hus.

### Kontroverser
Melodin påminner något om vårsången "Nu grönskar det", som i sin tur är baserad på Bondekantaten av Johann Sebastian Bach. Kopplingen mellan "Big Big World" och "Nu grönskar det" har bland annat uppmärksammats i TV-programmet Bumerang.
Singeln hade sålts i 2,5 miljoner exemplar, och albumet passerat miljonvallen, då produktionsbolaget Khabang stämde Lasse Anderson på 80 000 SEK i uteblivna royalties hos Stockholms tingsrätt för att inte ha nämnt deras producentarbete på skivkonvolutet, och att man inte fått royalties på låtens omfattande skivförsäljning. Det var i december månad 1996 som Khabang skrev producentavtal med Lasse Andersons skivbolag Rodeo Records, tillsammans skulle de leda inspelningsarbetet med Emilia Rydberg. Sommaren (norra halvklotet) 1997 levererade de färdiga 10 inspelningar, bland dem fanns "Big Big World". Han stämdes också på en miljon SEK i skadestånd för utebliven producentkreditering. Lasse Anderson medgav att han skrev producentavtal med Khabang, men att deras version av låten inte höll måttet, och därför gjordes den om av Lasse Anderson och hans medarbetare. Lasse Anderson hävdade att han erbjöd dem kompensation för utebliven royalty, men att Khabang nobbade förslaget.

## Bearbetningar
- Den vietnamesisk-amerikanska sångerskan Trish Thuy Trang spelade in en cover på låten "Big Big World" till albumet I'll Dream of You 1999. Den tyska Eurodiscogruppen Scooter samplade "Big Big World" till singeln "And No Matches", från albumet Jumping All Over the World 2007.
- I Sikta mot stjärnorna 1999 tolkades låten av Caroline Lekström [15].
- En inspelning på Smurfhits 8 från år 2000 hette Brevet från Smurfan [16].

## Format och innehållsförteckningar
CD-singel
1. "Big Big World" – 3:22
2. "Big Big World" (Traffic Jam mix - 88 BPM) – 4:14

Maxi-CD
1. "Big Big World" (albumversion) – 3:22
2. "Big Big World" (Pierre J's big radio remix) – 3:30
3. "Big Big World" (TNT's big phat radio edit) – 3:12
4. "Big Big World" (karaokeversion) – 3:22

12"-maxi
1. "Big Big World" (Pierre J's remix) – 7:17
2. "Big Big World" (albumversion) – 3:22
3. "Big Big World" (TNT club mix) – 6:31
4. "Big Big World" (Traffic Jam mix) – 4:15

## Listplaceringar
| Lista (1998-1999)                | Placering                   |
| -------------------------------- | --------------------------- |
| Australien                       | 17                          |
| Belgien                          | 1 (Flandern), 2 (Vallonien) |
| Finland                          | 4                           |
| Frankrike                        | 2                           |
| Irland                           | 2                           |
| Italien                          | 2                           |
| Nederländerna                    | 1                           |
| Norge                            | 1                           |
| Nya Zeeland                      | 3                           |
| Schweiz                          | 1                           |
| Storbritannien                   | 5                           |
| Sverige                          | 1                           |
| USA, Billboard Hot 100           | 92                          |
| USA, Billboard Hot Adult Top 40  | 39                          |
| USA, Billboard Top 40 Mainstream | 26                          |
| Österrike                        | 1                           |

### Vid årets slut
| Årsslutslista (1998)                | Topplacering |
| ----------------------------------- | ------------ |
| Belgiens singellista för Flandern   | 3            |
| Nederländska Top 40                 | 84           |
| Årsslutslista (1999)                | Topplacering |
| Österrikiska singellistan           | 7            |
| Belgiska singellistan för Flandern  | 40           |
| Belgiska singellistan för Vallonien | 23           |
| Nederländska Top 40                 | 37           |
| Franska singellistan                | 8            |
| Schweiziska singellistan            | 4            |

### Certifikat
| Land          | Certifikat  | Datum            | Sålda exemplar |
| ------------- | ----------- | ---------------- | -------------- |
| Österrike     | Platina     | 14 december 1998 | 30 000         |
| Frankrike     | Guld        | 21 december 1999 | 250 000        |
| Tyskland      | Platina     | 1999             | 300 000        |
| Nederländerna | Platina     | 1999             | 60 000         |
| Norge         | 2 x Platina | 1998             | 20 000         |
| Nya Zeeland   | Guld        | 1999             |                |
| Sverige       | 3 x Platina | 10 november 1998 | 60 000         |
| Schweiz       | Guld        | 1999             | 15 000         |

|}